# Cuadrilátero (película)
Cuadrilátero es una película dirigida por Eloy de la Iglesia. Estrenada en 1970 se trata de la tercera película del realizador vasco tras su debut con Fantasía...3 (1965) y su segundo largometraje Algo amargo en la boca (1969). Interpretada por el boxeador profesional José Legrá la película es un melodrama ambientado en el mundo del boxeo.

## Sinopsis
Un promotor y mánager de boxeo, además de controlar la carrera profesional de sus jóvenes pupilos con la intención de llevarlos al estrellato, también se encarga de vigilar su vida sentimental. Uno de los púgiles que promociona, Miguel Valdés (Dean Selmier) comienza a salir con Elena (Rosanna Yanni) una joven y guapa modelo de quien el promotor está enamorado. Las maniobras para deshacer la relación no dan resultado y, loco de celos, organiza en represalia un sangriento combate frente a otro brillante pupilo, José Laguna (José Legrá), con fatídicas consecuencias para Miguel.

## Producción
Rodada en Madrid Cuadrilátero es un homenaje que De la Iglesia brinda al cine de boxeo realizado en Hollywood. Aprovechando la popularidad de la que por entonces gozaba el boxeador José Legrá, apodado "El tigre de Baracoa", la película sin embargo carece de medios suficientes y adolece de un argumento folletinesco, que recrea una maraña de seducciones y culpas en un ambiente clandestino y sórdido.

## Recepción
Las críticas de la película son mayoritariamente negativas. Por ejemplo en IMDb obtiene una puntuación de 4,7 sobre 10. Los usuarios de FilmAffinity España le otorgan una puntuación, basada en 81 votos, de 3,9 sobre 10.
La revista cinematográfica Fotogramas otorga 2 estrellas sobre 5, incidiendo que se trata de un "extraño melodrama de ambiente pugilístico (...) rareza inclasificable dentro el cine español de la época. (...) con algún momento logrado dentro de un conjunto muy irregular. La principal pega es la total incapacidad de su protagonista para comportarse como un actor".

## Reparto
| Intérprete           | Personaje        |
| -------------------- | ---------------- |
| José Legra           | José Laguna      |
| José María Prada     | Young Miranda    |
| Rosanna Yanni        | Elena            |
| Dean Selmier         | Miguel Valdés    |
| Irene Daina          | Olga             |
| José Félix Montoya   | Roldán           |
| Pilar Cansino        | Estrella         |
| María Luisa San José | Chica de alterne |
| José Truchado        | Kid              |
| José María Tasso     | Camarero         |
| José Luis Lluch      |                  |
| Antonio Ramis        |                  |
| Antonio Orengo       |                  |
| Norma Iris           | Norma            |
| Gérard Tichy         | Óscar            |